# Federação Paraguaia de Voleibol
A Federação Paraguaia de Voleibol  (em espanholː Federación de Paraguaya de Voleibol,FPV) é  uma organização fundada em 1955, que governa a pratica de voleibol no Paraguai, sendo membro da Federação Internacional de Voleibol, a entidade é responsável por  organizar  os campeonatos nacionais de  voleibol, masculino e feminino no país.